# Tabanus sziladyi
Tabanus sziladyi är en tvåvingeart som beskrevs av Schuurmans Stekhoven 1932. Tabanus sziladyi ingår i släktet Tabanus och familjen bromsar. Inga underarter finns listade i Catalogue of Life.